# Municipio de Lessor
El municipio de Lessor (en inglés: Lessor Township) es un municipio ubicado en el condado de Polk en el estado estadounidense de Minnesota. En el año 2010 tenía una población de 175 habitantes y una densidad poblacional de 1,86 personas por km².

## Geografía
El municipio de Lessor se encuentra ubicado en las coordenadas 47°42′50″N 95°53′29″O / 47.71389, -95.89139. Según la Oficina del Censo de los Estados Unidos, el municipio tiene una superficie total de 94.29 km², de la cual 92,49 km² corresponden a tierra firme y (1,9 %) 1,79 km² es agua.

## Demografía
Según el censo de 2010, había 175 personas residiendo en el municipio de Lessor. La densidad de población era de 1,86 hab./km². De los 175 habitantes, el municipio de Lessor estaba compuesto por el 98,86 % blancos, el 0,57 % eran amerindios y el 0,57 % eran de una mezcla de razas. Del total de la población el 0 % eran hispanos o latinos de cualquier raza.